# 464150 Kresken
464150 Kresken è un asteroide della fascia principale. Scoperto nel 2014, presenta un'orbita caratterizzata da un semiasse maggiore pari a 2,847240 UA e da un'eccentricità di 0,114855, inclinata di 16,527823° rispetto all'eclittica.